# Amblyodipsas teitana
Espèce
Statut de conservation UICN

 DD  : Données insuffisantes
Amblyodipsas teitana est une espèce de serpents de la famille des Lamprophiidae. 

## Répartition
Cette espèce est endémique du Kenya. Elle se rencontre dans les monts Taita.

## Taxinomie
Loveridge a décrit cette espèce comme un synonyme de Calamelaps unicolor, ce qui explique que l'on trouve quelquefois Broadley, 1971 comme auteur de ce taxon.

## Description
C'est un serpent venimeux.

## Publication originale
- Loveridge, 1936 : Scientific results of an expedition to rain forest regions in Eastern Africa. Bulletin of the Museum of Comparative Zoology at Harvard College, vol. 79, n. 5, p. 207-337 (texte intégral).